# Jurgis Kunčinas
Jurgis Kunčinas (ur. 13 stycznia 1947 w Olicie, zm. 13 grudnia 2002 w Wilnie) – litewski poeta i prozaik.
W latach 1964–1968 studiował germanistykę na Uniwersytecie Wileńskim i później przez wiele lat był cenionym tłumaczem pisarzy niemieckojęzycznych (Günter Grass, Robert Walser, Elfriede Jelinek). Jako poeta debiutował w 1968, był autorem 6 zbiorów poezji, kilku tomów opowiadań oraz powieści, z których najbardziej znana jest - wydana także w Polsce - Tūla (Tula) z 1993. 
Narratorem i głównym bohaterem powieści jest życiowy rozbitek wspominający swoją wielką miłość przeżytą w latach 80. w sowieckim – jeszcze – Wilnie. W jego na wpół poetyckiej, a na wpół delirycznej relacji tytułowa Tula staje się ulotną zjawą z innego świata, przytłoczoną przez marazm życia i szarość otoczenia. Równie ważne jak para bohaterów jest miasto, noszące jeszcze ślady wielokulturowej historii i nadal pełne intrygujących – choć już podniszczonych i zapomnianych - miejsc.